# Hiéroglyphe égyptien D4

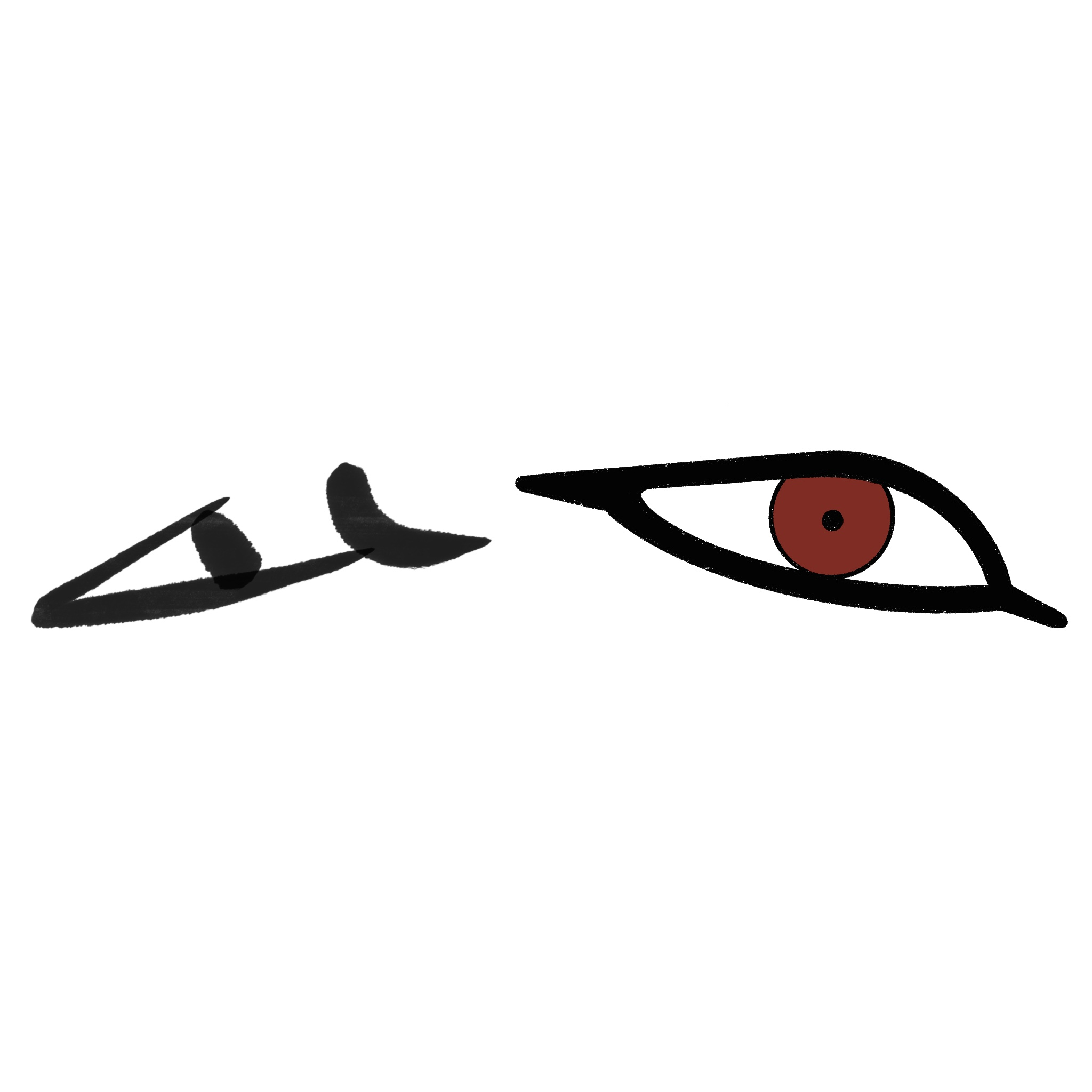
Version hiératique et hiéroglyphique

Le hiéroglyphe égyptien (œil) est classifié dans la section D « Parties du corps humain » de la liste de Gardiner ; il y est noté D4.

## Représentation
Il représente un œil humain. Il est translittéré jrt, jr ou mȝ.

## Utilisation
| D4 · t · Z1 |

| D4 · t · Z1 |

de valeur jr.
| U2 · D4 |

| U2 · D4 |

veiller à, inspecter, être spectateur, jeter un regard vers, prendre soin de, prendre garde à, surveiller »,
| U2 · D4 |

| U2 · D4 |

C'est un déterminatif précoce du champ lexical de l'œil et de la vue.
Il ne doit pas être confondu avec les hiéroglyphes qui le remplacent tardivement (surtout sous la XVIIIe dynastie) en tant que déterminatif :
| D5 |

| D5 |

| D6 |

| D6 |

| D7 |

| D7 |

| D9 |

| D9 |

D4 semble avoir très probablement inspiré l'alphabet protosinaïtique pour le caractère d'où dérive la lettre O de l'alphabet latin.

## Exemples de mots
| D4 |

| D4 |

| U2 · D4 | A | w | F27 · Z2 |

| U2 · D4 | A | w | F27 · Z2 |

| S · p | D4 |

| S · p | D4 |